# 軫宿二
軫宿二（Epsilon Corvi，ε Crv，ε Corvi）是在南天星座烏鴉座的一顆恆星，它的固有名稱Minkar /ˈmɪŋkɑːr/，源自阿拉伯語的 منقار 「minqar」，意思是「烏鴉的喙」。它的視星等為+3.0， 位於距離地球318光年（97秒差距）之處。
在中國，它是軫宿的第二顆星。
軫宿二是一顆紅巨星，其恆星分類為K2III。它已經耗盡了核心的氫，在演化上易經遠離主序列。它的質量約為太陽的3倍。以干涉測量術量測得到這顆恆星的角直徑大約為4.99 毫角秒，以其估計的距離，它的真實半徑大約相當於太陽半徑的52倍。表面的有效溫度是4320 K，使其具有K型恆星特有的橙色色調。它的質量大約是太陽的4倍，在其生命的大部分時間裏都是光譜類型為B5V的主序星。